# Duisburg Hauptbahnhof
Duisburg Hauptbahnhof (w skrócie Duisburg Hbf) – największa stacja kolejowa w Duisburgu, w Zagłębiu Ruhry. Jedna z największych stacji kolejowych w tej części Niemiec. Stacja ma 6 peronów, oraz 12 krawędzi peronowych. Duisburg Hauptbahnhof jest też przystankiem dla tramwajów i autobusów. 

## Historia
Duisburg Hauptbahnhof otwarty został w 1846 roku. 

## Położenie
Dusiburg Hbf leży w centrum miasta, nad autostradą A59. Obok znajduje się kino, płatne parkingi, oraz tunel w którym odbyła się Love Parade.

## Transport miejski
Do dworca dojeżdżają tramwaje, m.in. 901, 903 i U79, autobusy: 933, 934 oraz wiele innych. Na placu przed wejściem na dworzec można wypożyczyć rowery. 
| Duisburg Hbf                      |  |                |
| Linia Duisburg Hbf – Dortmund Hbf |  |                |
|                                   |  | Oberhausen Hbf |
| Linia Köln Hbf – Duisburg Hbf     |  |                |
| Duisburg Schlenk                  |  |                |